# آمریتا آکاریا
آمریتا آکاریا (نروژی: Amrita Acharia؛ زاده ۳۱ ژوئیه ۱۹۸۷) یک هنرپیشه اهل نروژ-نپال است.

## گزیدهٔ نقش‌آفرینی‌ها
از فیلم‌ها یا برنامه‌های تلویزیونی که وی در آن نقش داشته‌است می‌توان به آثار زیر اشاره کرد:
- بازی تاج‌وتخت (۲۰۱۱–۲۰۱۲)
- بیمارستان گود کارما